# Институт высших научных исследований
Институт высших научных исследований (фр. Institut des hautes études scientifiques, IHÉS) — французский научно-исследовательский центр, поддерживающий передовые научные исследования в области математики и теоретической физики. Расположен в пригороде Бюр-сюр-Иветт к юго-западу от Парижа.
В Институте работает небольшое количество постоянных профессоров, назначаемых на всю жизнь, и около 200 приглашённых исследователей каждый год. Институту принадлежит легендарная «математическая» деревня Ормай (фр. L'Ormaille), в которой живут гости института (фр. Résidence de l'Ormaille).

## История
IHÉS был основан по образцу принстонского Института перспективных исследований в 1958 году французским бизнесменом и математиком-любителем российского происхождения Леоном Мочаном при поддержке Роберта Оппенгеймера (в то время директора Института перспективных исследований в Принстоне) и знаменитого французского математика Жана Дьёдонне.
Леон Мочан стал первым директором IHES.
Первыми профессорами IHÉS стали Александр Гротендик и Жан Дьёдонне, определившие направление работы Института в первое десятилетие. В дальнейшем профессорами Института были Пьер Делинь, Рене Том, Давид Рюэль, Марсель Берже, Деннис Салливан, Жан Бургейн и многие другие.
По состоянию на конец 2014 года в IHÉS четыре постоянных профессора — Максим Концевич, Лоран Лаффорг, Тибо Дамур и Василий Пестун, профессор-эмерит — Михаил Громов, почётный профессор — Давид Рюэль.

## Научные исследования
Основные направления исследований лежат в области математики, теоретической физики и математических аспектов молекулярной биологии.

## Галерея

### Территория

Вход на территорию
Главное здание
Конференц-зал
Бюст Леона Мочана

### Директора
| Изображение    | Имя                                              | Период             |
| -------------- | ------------------------------------------------ | ------------------ |
|                | Леон Мочан                                       | (1958–1971)        |
|                | Николас Кёйпер                                   | (1971–1985)        |
|                | Марсель Берже                                    | (1985–1994)        |
|                | Жан-Пьер Бургиньон (фр. Jean-Pierre Bourguignon) | (1994–2013)        |
| Emmanuel Ullmo | Эммануэль Уллмо (фр. Emmanuel Ullmo)             | (2013–наст. время) |